# 鮑伯·梅耶斯
羅伯特·麥可·「鮑伯」·梅耶斯（英語：Robert Michael "Bob" Myers，1975年3月31日—）是美國國家籃球協會（NBA）前金州勇士的總經理。他曾在知名經紀人阿恩·泰倫的門下實習，隨後進入瓦瑟曼媒體集團擔任體育經紀人。梅耶斯在1993至1997年就讀大學時，效力於UCLA仙熊男子籃球隊，並在1995年賽季成功拿下總冠軍。他也為UCLA籃球隊擔任廣播評論員兩個賽季，直到2002年便退下職務。

## 早年生活
梅耶斯生於美國加利福尼亞州丹維爾，自幼在舊金山灣區長大，高中時進入蒙特維斯塔就讀。他對籃球充滿熱情，但從未想過能夠加入大學籃球隊。最初，僅有一間短期大學有意招收他，但梅耶斯一心想投身有組織性的運動，更曾打算跟隨哥哥的腳步，成為一名划船選手。到了高三那年，他造訪加州大學洛杉磯分校，打算找該校的賽艇隊教練談談。然而，他卻偶然碰上UCLA籃球隊助理教練史蒂夫·拉文，拉文鼓勵他選擇加入籃球校隊。

## 大學生涯
梅耶斯進入UCLA就讀，主修商業與經濟。1993年大一那年，他在教練吉姆·哈雷克執教的仙熊籃球隊下擔任臨時隊員。梅耶斯估計在大學四年內僅能當個練習賽球員，雖然他在1994至1995年賽季常規賽沒能取得任何一分，且僅有場均0.3分的成績。但是，當仙熊在贏得該季總冠軍後，他取得了學校的體育獎學金。此外，對上密蘇里的比賽中，隊友特尤斯·艾德尼在終場前4.8秒運球過全場並砍進致勝分，他將這名控球後衛抱起至空中慶祝的畫面，更登上了《運動畫刊》的紀念封面。梅耶斯也曾到白宮晉見比爾·柯林頓總統，登上傑·雷諾主持的《傑·雷諾今夜秀》，並與共乘參與迪士尼樂園的紙帶遊行。他因為總是充滿著好運，在隊友間被暱稱為阿甘。
到了大三那年，梅耶斯的上場時間有所增加，他在這兩年間增加了25英磅（11）的肌肉，體重達230英磅（100），身高也來到6英尺7英寸（2.01）。在對上奧瑞岡州立大學海狸男子籃球隊的比賽中，梅耶斯刷新了個人上場時間（22分鐘），得到生涯單場新高的20分，成為仙熊以69比60勝利的關鍵人物。1996至1997年賽季，隨著UCLA挺進精英八強賽，他也在大學生涯最後一個賽季獲得幾場先發的機會。「這又是一件我從未預料能夠做到的事情」梅耶斯表示。「這是個很好的回憶，我會告訴我的小孩及我的孫子：『是的，我曾經上場先發。』」梅耶斯也提到，他最大的遺憾是沒有在大學畢業後前往歐洲打球。

## 體育經紀人生涯
梅耶斯透過哈雷克教練的介紹，於1997年來到體育經紀人阿恩·泰倫的泰倫合夥公司（Tellem and Associates）實習，同時也在洛約拉法學院取得法律博士學位。畢業後，梅耶斯正式受到泰倫的僱用，成為一名合約談判及球員招募專家。2000年，SFX娛樂公司收購了泰倫合夥公司，並將其改名為SFX體育公司，任命梅耶斯為副總裁。最終，梅耶斯在瓦瑟曼媒體集團任職5年，並結束了他長達14年的體育經紀人生涯。這段期間內，他共有19位客戶，其中包含布蘭頓·羅伊、泰瑞克·伊文斯及肯德里克·帕金斯等知名球星，藉由他談判達成的合約總額高達5.75億美元。

## 金州勇士
2011年4月，梅耶斯獲得在金州勇士擔任助理總經理的職務。球隊期望他能在總經理賴利·萊里手下學習幾年，為未來接管總經理一職做準備。然而，梅耶斯卻在短短12個月後獲得升遷。在梅耶斯的管理下，勇士隊在2012年選秀做出慧眼獨具的選擇，並在2012-13年賽季關鍵性地重整球隊。隨後便在該季取得隊史近36年來最佳的季後賽表現，於第二輪對上聖安東尼奧馬刺的第六戰止步。賽季結束後，《民主報》寫道梅耶斯「為本賽季這支出乎預料的球隊所做的一切，已經留下了無人可及的深刻印象。」
梅耶斯在2014-15年賽季例行賽做出簽下史蒂夫·科爾擔任總教練，以及拒絕在賽季結束後以克雷·湯普森和其他球員換來凱文·洛夫，同時又與湯普森續約等關鍵決策，讓勇士隊取得隊史最佳的67勝15敗成績，也獲選為NBA年度最佳總經理。

## 個人生活
梅耶斯在一次前往史坦波中心見客戶的比賽中，於暫停時段恍神看見一位長得很像他妹妹高中朋友的湖人啦啦隊員，因而結識了他的現任妻子克莉絲汀（Kristen）。他們育有兩名女兒凱拉（Kayla）與安娜貝爾（Annabelle）。